# 洛克希德CL-1201
洛克希德CL-1201是美國洛克希德公司於1960年代提出過的一種超大型空中航空母艦，一種核動力運輸機，但最終項目解散，是否有實質進入部分建造至今公開資料較少。

## 概要
冷戰的60年代美國開預計部分東歐地區使用海軍航母深入有困難，洛克希德提出一種飛機的航空母艦平台，其在空中可以放飛與回收補給戰鬥機並能長時間巡航空中待命，如同航母般類似。CL-1201翼展約是波音747的6倍，全機空重也高達5300多噸滿載物資後更是難以估算，當時不可能有任何燃油發動機能驅動這種巨獸，所以必須使用一種核動力成為第一種空用核反應爐。
作戰階段CL-1201會徘徊在敵方防空力量之外，持續放飛與回收掛彈其兩側機翼下的22架F-4幽靈戰鬥機，即使有戰機損失也能從其他基地調來在空中加入母艦，機上還能發射部分導彈，成為一種空中的機場讓空戰力量得以在沒有美軍基地狀態下於空中反覆運轉與航母的效應類似，預想中持續的空戰後敵方被削弱，傳統海軍與傘兵運輸機可以進場開始攻擊敵國地面，CL-1201也為戰機改掛載地面轟炸彈藥加入攻擊，同時特殊設計的傳統運輸機能透過母艦機翼上的一種大型開口與自身前端對接，對母艦持續輸送油料彈葯成為可能。

### 不可行性
空中航空母艦計畫在軍事發展史上至今不被視為一種嚴肅的提案，只能成為一種軍事概念的探討，CL-1201的提出提供了眾多困難問題的具體化呈現，導致整本設計書問題比答案要多，最終取消。
- 核動力反應爐在空中無法以任何液體冷卻的問題，海水淡化不可取得，任何攜帶的液體也有驚人重量，且能裝入飛機的核動力直到半世紀後的21世紀也無法實現。[3]
- 高價值又脆弱的巨型飛機無任何受打擊能力，任何微小的攻擊都將造成鉅額損失，而海上的母艦還有一定損管能力不少歷史上航母在受損後能救回，飛機則無可能。單純以護航機隊和遠離敵國的方式其可靠性風險過大。
- 掛在兩翼下的20多架戰機依照其設計圖只有一個狹窄接口與每架前上部連接[4]，駕駛員能上下同時可能補給油料，但戰機其他機體部位維修和掛彈如何在裸露的外部高空中完成，未能提出解答。
- 其四具巨型發動機和182台輔助發動機，後勤維修複雜度的災難性無考量，同時起落架的機輪要何種材質能支撐此種巨物，直到21世紀的材料都不可行。

## 提出的技術規格
- 翼展: 341 公尺
- 毛重量: 5375公噸
- 在空時間: 41 天
- 反應爐: 1830 百萬瓦
- 載員: 400-845
- 載機: 22架戰鬥機
- 主引擎: 4台
- 副引擎: 182台

## 外部連結
- The Lockheed CL-1201 Flying Aircraft Carrier by Tails Through Time in the Internet Archive
- The eccentric engineer: an aviation ostrich destined never to fly （页面存档备份，存于）. The Institution of Engineering and Technology
- Mustard雜誌-軍武天地之空中母艦 （页面存档备份，存于）